# Cretas
Cretas (katalánul: Cretes vagy Queretes) település Spanyolországban, Teruel tartományban. Cretas Arnes, Terra Alta, Beceite, Valderrobres, Torre del Compte, Valdeltormo, Mazaleón, Calaceite, Arens de Lledó és Lledó községekkel határos. Lakosainak száma 570 fő (2024).

## Népesség
A település népessége az utóbbi években az alábbiak szerint változott:
| Lakosok száma | 591  | 588  | 636  | 629  | 598  | 601  | 572  | 567  | 563  | 570  |
|               | 2001 | 2004 | 2007 | 2009 | 2012 | 2014 | 2017 | 2019 | 2022 | 2024 |